# Fannia amamiensis
Fannia amamiensis är en tvåvingeart som beskrevs av Nishida 1975. Fannia amamiensis ingår i släktet Fannia och familjen takdansflugor. Inga underarter finns listade i Catalogue of Life.